# Las Trojes, Coatepec Harinas
Las Trojes är en ort i Mexiko, tillhörande kommunen Coatepec Harinas i södra delen av delstaten Mexiko. Orten hade 213 invånare vid folkräkningen 2010.